# Liste deutscher Wörter aus dem Hebräischen und Jiddischen
Die deutsche Sprache hat viele Ausdrücke aus dem Hebräischen („Hebraismen“) entlehnt, die meisten davon über die Vermittlung des Jiddischen; viele dieser „Jiddismen“ gelangten wiederum über das Rotwelsche ins Deutsche, also die mit vielen jiddischen Wörtern gespickte, aber auf dem Deutschen basierende Geheim- bzw. Sondersprache der Fahrenden.

## Aus dem Jiddischen entlehnte deutsche Wörter
Im Folgenden sind auch einige jiddische Wörter aufgeführt, die nicht auf das Hebräische zurückgehen. Dass die meisten jiddischen Lehnwörter im Deutschen hebräischen Ursprungs sind, obwohl hebräische Wörter im Jiddischen selbst allenfalls 15 % des Wortschatzes ausmachen, liegt an der engen Verwandtschaft des Deutschen und Jiddischen: mehr als zwei Drittel des jiddischen Wortschatzes sind aus dem Mittelhochdeutschen ererbt und finden sich – mutatis mutandis – auch im Neuhochdeutschen wieder; eine Entlehnung aus dem ohnehin gemeinsamen Vokabular erübrigt sich selbstredend.
| Deutsch                                           | Jiddisch                                                  | Hebräisch | Anmerkungen |
| ------------------------------------------------- | --------------------------------------------------------- | --- | --- |
| abzocken                                          | s. u. zocken                                              | s. u. zocken | jemanden übervorteilen, ausnehmen; auch: (beim Glücks- oder Computerspiel) jem. deutlich besiegen – es leitet sich vom westjiddischen zchoke (‚lachen‘) her, welches seinerseits dem hebräischen Lexem sehoq (für ‚spielen‘, eigentlich ‚lachen‘) entstammt und vom Rotwelschen entlehnt wurde. |
| (aus)baldowern                                    | Baldower                                                  | Ba'al-dawar „Herr des Wortes, der Sache“ | herausbekommen, auskundschaften (Baldower: „Auskundschafter, Angeber, Anführer bei Diebesunternehmen“) |
| ausgekocht                                        |                                                           | | raffiniert, klug; aus dt. aus-, -ge- und hebräisch חכם chacham, chochem, „weise, klug“ |
| Bammel                                            |                                                           | | vielleicht über das Jiddische (furchtsamer Mensch) aus dem hebräischen baal emoh „Furchtsamer“, aus בַּעַל baal = Herr und ema = Angst. |
| Beisel, Beize, Beiz, Boazn                        |                                                           | | Kneipe; vom hebräischen בַּיִת bajit über das Jiddische bajis (beide Haus) ins Deutsche übernommen, insbesondere im süddeutschen Sprachbereich. Im Wienerischen werden Kneipen als „Beisl“ bezeichnet. |
| beseibeln                                         |                                                           | seiwel, seibel זבל ['zɛvɛl] „Mist, Kot“ | betrügen, wörtl. „bescheißen“ |
| betucht                                           | betuch „sicher, vertrauenswürdig“                         | baṭuaḥ, batuach „vertrauenswert“, von בָּטַח batach „vertrauen“ | Im heutigen, deutschen Sprachgebrauch im Sinne von „wohlhabend“; entgegen dem Sprachgefühl nicht von Tuch abgeleitet |
| blau (~ sein, machen)                             |                                                           | be-lo בלא [bɛ'lɔ] „mit nichts, ohne“ | betrunken, faul, nichts leistend; siehe aber auch Blaumachen |
| Bohei (dt.) bzw. Pahöll (österr.)                 | paihe „Lärm“                                              | | Streit, Aufregung, Krawall, Getöse |
| Chuzpe                                            | חוצפה Chuzpe                                              | חֻצְפָּה Chuz'pa, [χuts'pa] | Frechheit, Dreistigkeit, Mut |
| (aus) Daffke                                      | dafke „nun gerade“                                        | dawqä „nur so (und nicht anders)“ | zum Trotz |
| dufte, tofte; (österr.) toffe                     | טוֹב toff „gut“                                            | טוֹב tov „gut“ | über die Gaunersprache ins Berlinische |
| einseifen (jdn. ~)                                |                                                           | sewel (Hebr. זבל ['zɛvɛl]) „Mist, Kot“ | Die ursprüngliche Bedeutung z. B. in „einseifen beim Rasieren“. Die übertragene Bedeutung „betrügen, jdm. etw. einreden“ möglicherweise durch Anpassung an Rotwelsch „beseiwelen“ aus Westjiddisch „sewel“ = „Dreck“ |
| Eizes oder Ejzes, Ezzes (Pl.)                     | eizes (Plural)                                            | עצה `ez ạh „Rat(schlag)“ | Tipps, Rat(schläge) |
| flöten gehen                                      |                                                           | פליטה plejta [plɛj'ta] „entrinnen, entkommen“ | Möglicherweise über Jiddisch und Rotwelsch aus derselben Quelle wie Pleite |
| Ganove                                            |                                                           | גנב gannaw, [ga'nav] „Dieb“ | |
| Gauner                                            | יוון jawan „Griechenland“                                 | aus dem rotwelschen Juonner „Falschspieler“, das seinerseits wohl über das Jiddische auf Hebräisch יוון jawan „Griechenland“ (eigentlich „Ionien“) zurückgehen dürfte. | Das Wort kam nach der Eroberung von Konstantinopel durch die Türken 1453 auf, nach der viele heimatlose griechische Exilanten durch Europa irrten. |
| geschlaucht                                       |                                                           | schlacha „zu Boden werfen“ | erschöpft |
| Geseier                                           | geseire „böser Zustand, Verhängnis“                       | | Geschwätz |
| großkotzig                                        |                                                           | | prahlerisch; aus dt. groß und hebr. kozin „vornehm, reich“ oder qazin „Anführer“ |
| Haberer Gabber                                    |                                                           | חַבֵר chaver (= Freund, Kumpel), plural: חַבֵרִים chaverim (= Freunde) | Die in Österreich, vor allem im mittelbairischen Sprachgebiet nördlich der Alpen gebräuchliche „Haberer“ oder „Hawara“ bedeutet zumeist Freund oder Kumpel, wird aber auch synonym zu „Mann“ (nicht im ehelichen Sinn) oder Liebhaber – hier auch verniedlicht „Habschi“ oder in Vorarlberg „Habi“ – gebraucht. Das Adjektiv verhabert und die Verhaberung klingt wenig wertschätzend für verbunden in „Seilschaft“ und Freunderlwirtschaft. |
| Hals- und Beinbruch                               | הצלחה וברכה Hassloche uWroche, [has'lo'χə uv'roχə]        | הצלחה וברכה Hazlacha uWracha, [hatsla'χa uvra'χa] | Hals- und Beinbruch ist eine Verballhornung und stammt aus dem hebräischen hazlacha uwracha (= „Erfolg und Segen“). Dieser Glückwunsch wurde von Juden beim Abschluss eines Geschäfts in der jiddischen Form hazloche und broche ausgesprochen und von deutschsprachigen Zuhörern als Hals- und Beinbruch verstanden. |
| Hechtsuppe                                        |                                                           | | „Es zieht wie Hechtsuppe“ kommt möglicherweise aus dem jiddischen hech supha und bedeutet „starker Wind“. Allerdings ist diese Etymologie noch unglaubwürdiger als „Guter Rutsch“: a) Es gibt keinen einzigen Textbeleg in der (älteren wie modernen) jiddischen Literatur (für „Hechtsuppe“ ebenso wenig wie für hech supha). b) Es kann einen solchen Beleg nicht geben, denn „hech supha“ ist mit vollem Endvokal im Jiddischen nicht möglich; dort herrscht eine – der germanischen Entwicklung angeglichene – Endsilbenabschwächung nach Betonung der vorletzten Silbe im Wort. Bereits die Transkription mit /ph/ statt /f/ zeigt, dass „supha“ ein Wort nichtjiddischer Herkunft ist. c) Laut Röhrich soll sich diese Redewendung erst im 19. Jahrhundert herausgebildet haben, jedoch erscheint eine ähnliche Formulierung, allerdings noch nicht mit einem Bezug auf den Windzug bereits im Jahre 1674 und verweist eher auf die Schärfe dieses Gerichts: „Bekommen die Hollaͤnder Lufft / so werden sie sich erheben; der Pfeffer ist ihnen ziemlich unter die Nase gerieben / und die Nasenstuͤberchen sam̅t den Westphaͤlischen Bauermaulschellen / […] / moͤchten erst anziehen wie Hechtsuppe.“ |
| Ische                                             |                                                           | אישה – Ischa – Frau | umgangssprachlich; aus der Sicht eines Jungen, eines jungen Mannes: Mädchen, junge Frau |
| Kaff                                              |                                                           | | Das im Deutschen in manchen Regionen gebräuchliche Wort für „unbedeutendes, kleines Dorf, in dem nichts los ist“ kommt über das Jiddische vom hebräischen Wort כָּפָר kafar (= „Dorf“). Im etymologischen Wörterbuch der deutschen Sprache (EWD) wird der Ausdruck allerdings auf Gav (Romani für „Dorf“) zurückgeführt. |
| kapores (gehen, sein)                             | kapores [ka'pores]                                        | kaparot כפרות [kapa'ʁɔt] | jiddisch bzw. als Wendung shluggen kapores. Nach einem jüdischen Brauch zu Jom Kippur, bei dem Hühner als „Sühneopfer“ stellvertretend für die Sünden einer Person dargebracht werden. |
| Kassiber, kassibern [kaˈsiːbɐ]                    | כּתיבֿה jidd. kesive „Brief, Geschriebenes“                 | כְּתִיבָה keṯīvā(h), „(das) Schreiben“ | genaue Grundform strittig |
| kess                                              |                                                           | | „frech“, „schneidig“, „flott“, nach der jidd. Aussprache des Buchstabens Chet, der für Weisheit (Chochma) steht |
| Kies                                              |                                                           | כִיס kiss [kis] | Kies im Sinne von Geld geht auf das Wort kis (= „Geldbeutel“) zurück. |
| Kluft                                             |                                                           | qĕlippä „Schale, Rinde“ | im Sinne von Kleidung, über das Rotwelsche |
| Knast                                             | קנאַס knas „Geldstrafe“, קנאַסן knassen „bestrafen“         | קְנָס qənās „Geldstrafe“ | Im 19. Jahrhundert, vermittelt durch das Rotwelsche und in der wohl erst dort entstandenen Bedeutung „Gefängnisgebäude“, zunächst ins Berlinerische und von dort bald in den gesamten deutschen Sprachraum vorgedrungen. Das zugrundeliegende hebräisch-aramäische Etymon קְנָס qənās „Geldstrafe“ ist seinerseits über altgriechisch κῆνσος (kensos) „Steuer“ entlehnt aus lateinisch census „Steuerregister“. |
| Kohl reden, verkohlen                             | kol                                                       | qôl „Stimme; Gerücht“ | |
| koscher                                           | כּשר ['kojʃɛr]                                             | כּשר Kascher, [ka'ʃɛʀ] | koscher bedeutet ursprünglich „tauglich, gesund“ (im modernen Hebräisch bedeutet cheder kosher Fitnessraum). Mit Koscher bezeichnen die Juden Speisen, die nach der Tora erlaubt sind. |
| kotzen                                            |                                                           | qoz „Ekel“ | speien (Kann auch spätmittelhochdeutscher Herkunft sein.) |
| Macke                                             | macke „Schlag, Fehler“                                    | makkä(h) „Schlag, Plage“ | Fehler, Tick |
| Masche                                            | mezio „Gewinn, Lösung“                                    | | Dreh, Trick (unsicher) |
| Maloche                                           |                                                           | מְלָאכָה melā(')ḵā(h) Schwerstarbeit | Das hebräische Ausgangswort hat die Bedeutung „Arbeit“. Gebräuchlich vor allem im Ruhrdeutschen und Berlinerischen. |
| Massel                                            |                                                           | מזל Masal [ma'zal] | mazel (= Glück). Sprichwort: Massel wie a Goi (Nichtjude). |
| Masen, Masel                                      |                                                           | מזל Masal [ma'zal] | mazel (= Glück). Sprichwort: „a Mas’n hom“ oder „a Mas’l hom“ (Glück haben), in Bayern und Österreich gebräuchlich |
| mauscheln                                         | moischele „Moses“                                         | מֹשֶׁה mosche „Moses“ oder מָשָׁל maschal „Gleichnisrede; Spruch; Stichelrede“                                                                                               | hinter vorgehaltener Hand flüstern; intrigieren, kungeln, mogeln |
| meschugge                                         | משוגע (Meschugge) [me'ʃuge]                               | מְשֻׁגָּע (Meschugga) [meʃu'ga] | Das jiddische Wort für „verrückt“ geht auf das hebräische meschuga zurück, das verrückt, wahnsinnig bedeutet. |
| Mezíe/Mezzie                                      |                                                           | | (fem., End-e p) Gelegenheitskauf, Schnäppchen. |
| mies                                              | mis „schlecht, widerlich“                                 | mĕ’is „schlecht, verächtlich“ | im 19. Jahrhundert aus dem Rotwelschen ins Berlinische gelangt |
| Mischpoke, Mischpoche                             | משפחה Mischpoche [miʃ'puχe]                               | מִשְׁפָּחָה Mischpacha [miʃpa'χa] | Familie, Gesellschaft, Bande |
| Moos                                              | moes                                                      | ma'oth „kleine Münze, Pfennige, Kleingeld“ | Geld |
| mosern                                            | massern „verraten“                                        | Motte (Kosewort), von motek (hebräisch "Süße(r), "Schatz", Umgangssprachl.)                                                                                            | nörgeln (mögl. jidd. Herkunft) |
| Nebbich                                           | nebech „armes Ding“                                       | | Unbedeutendes (unsicher) |
| Pleite, Pleitegeier                               | פּלטה (plejte) „Flucht“                                    | פְּלֵטָה (pəlēṭā), „Flucht, Entkommen, Entrinnen aus einer Notlage“ | Die jiddische Redensart plejte gejen bezeichnete zunächst nicht die Zahlungsunfähigkeit an sich, sondern die Flucht eines Schuldners, der sich seinen Gläubigern oder der Schuldhaft zu entziehen sucht; im Deutschen wurde ein solcher plejte gejer zum „Pleitegeier“ verballhornt. Auf denselben Ursprung geht möglicherweise auch die Redensart „flöten gehen“ (s. o.) zurück. |
| Ramsch                                            |                                                           | rama'ut רָמָאוּת [rama'ut] „Betrug“ | wertloses Zeug (Kann auch mittelhochdeutscher Herkunft sein.) |
| Reibach                                           |                                                           | רווח Rewach, ['revaχ] | Das Wort Reibach kommt von rewah und bedeutet „Gewinn“. Heute meist im Sinne von „hohem“ Gewinn verwendet. In Ostösterreich auch als „Rewag“ im Sinn von „Nutzen, Vorteil“ gebräuchlich: „Das hat keinen Rewag“. Ugs. auch: Rebbach. |
| Risches                                           | risches                                                   | risch'ut רשעוּת „Bosheit“ | im Jiddischen umgangssprachlich für Antisemitismus |
| guten Rutsch                                      | ראש (rosch) „Kopf, Anfang“                                | | „Guten Rutsch“ bedeutet eigentlich „Guter (Jahres-)Anfang“. Herkunft ist umstritten. Siehe auch Artikel zu guter Rutsch. |
| schachern                                         | sachern oder sochern „Handel treiben“                     | sakar סחר [sa'χaʀ] „Lohn“ | unlauteren Handel treiben |
| schächten                                         |                                                           | שחט (schachat, [ʃa'χat]) „schlachten“ | rituell richtig schlachten |
| Schamass                                          |                                                           | | Schund, wertloser Kram. |
| Schickse Shiksa                                   | שיקסע                                                     | שֶקֶץ (šeqeẓ), „Unreines, Abscheu“ | Im Jiddischen hieß Schickse oder Schiksa „Christenmädchen“, weibliche Form von Shaygets, und wurde oft als Schimpfwort (=Flittchen, leichtes Mädchen) verwendet. |
| schicker, angeschickert, beschickern, beschickert | שיכּור shiker                                              | שִׁכּוֹר šikōr | angetrunken, betrunken |
| Schlamassel                                       | שלימזל (Schlimasel)                                       | | Unglück; Gegenstück zu „Massel“; „Schlamassel ham“ – bedrückende Sorgen haben; „in einem Schlamassel stecken“ – sich in einer recht aussichtslosen Situation befinden. Siehe auch Schlemihl, So ein Schlamassel und Schönes Schlamassel |
| schleimen, einschleimen                           |                                                           | schelem ['ʃɛlɛm] „Erstattung; Dank“ od. schalmon [ʃal'mɔn] Bestechungsgabe                                                                                             | schmeicheln; Das Etym. Wörterbuch von W. Pfeifer geht von einer germanischen Herkunft aus: https://www.dwds.de/wb/schmeicheln |
| Schmiere                                          | שמירה ['ʃmirə]                                            | שמירה [ʃmi'ʀa] | Schmiere (= Wache) stehen von shmíra (= Wache). Schmiere wurde als Bezeichnung für „Polizei“ ins Rotwelsche übernommen. |
| Schmieren-                                        | זמרה simrah [zim'ʀa] (= Gesang)                           | זמרה simrah [zim'ʀa] (= Gesang) | Schmiere(-ntheater, -nkomödie) im Sinn einer Schauspielbühne |
| Schmock                                           |                                                           | | dummer oder unbeliebter Mensch; abgeleitet aus Schmoo (also jemand der „Mist baut/macht“). |
| Schmonzes, Schmonzette, Geschmonz                 | schmuo (Plural schmuoss), „Gerücht, Erzählung, Geschwätz“ | šemū'ah „Erzählung, Kunde, Gerücht“ | Geschwätz, (jüd.) Witz, Unsinn – Schmonzette: rührseliges, dramatisch wertloses Stück |
| , Schmu/ Schmoo                                   | s. o.                                                     | s. o. | „Schmu machen“ = „betrügen“, „etwas abzweigen“, „Mist bauen“ – (Schmus = Begriff für Schmuck im Sinne von Tand bzw. Tinnef) |
| Schmus, schmusen                                  | s. o.                                                     | s. o. | mit jemandem zärtlich sein, jemandem schmeicheln; über das Rotwelsche in der Bedeutung „schwatzen“ oder „schmeicheln“ |
| Schnorrer                                         | שנאָרער                                                    | | Da Bettelmusikanten oft mit Lärminstrumenten wie der Schnarre durch die Lande zogen, wurde die jiddische Nebenform Schnorre des Instrumentennamens auf die Musikanten übertragen. |
| schofel, schoflig                                 | schophol „lumpig, niedrig“                                | šạfạl „niedrig“ | lumpig, geizig (über das Rotwelsche ins Deutsche gelangt) |
| Shaygets                                          | sheqetz                                                   | | nichtjüdischer Junge oder nichtjüdischer junger Mann (unsauberes Tier, ekelhafte Kreatur, Scheusal, Lump, widerspenstiger Bursche, nichtjüdischer Bursche lt. Megiddo) |
| Shiksa siehe Schickse                             |                                                           | | |
| Stuss                                             | שטות schtus [ʃtus]                                        | | „Unsinn, Narrheit“ šêtûṭ „Unsinn, Narrheit“ |
| Tacheles reden                                    | תכלית tachles „Zweck, zweckmäßiges Handeln“               | תכלית tachlit | offen und deutlich reden, Klartext, mit einem Sinn oder Ziel |
| Techtelmechtel                                    |                                                           | | Techtelmechtel ist ein Reimwort, indem das Wort tachti (= „heimlich“) um ein l erweitert (techtl) in leichter Variation (mechtl) wiederholt wird. |
| Tinnef                                            | טינוף tinnef                                              | טינוף ṭinnûf [ti'nuf] „Kot, Schmutz“ | Tinnef im Sinne von „nutzlose Ware“ kam im 19. Jahrhundert aus der Gaunersprache ins Deutsche. |
| unbetamt                                          |                                                           | taam טעם ['taʔam] „Geschmack, Nuance, Charme, Schliff“ | ungeschickt |
| verknacken                                        | knas, s. o. bei Knast                                     | | einsperren |
| zappenduster                                      | zophon „Mitternacht“                                      | | dunkel wie die Nacht |
| zocken                                            | צחוקן zchocken „spielen“                                  | צחוק „lachen“ | spielen, Glücksspiele machen |
| Zoff                                              |                                                           | sa'af זעף | Streit, Zank oder Unfrieden. |
| Zores                                             | צרות zores [tsores] „Sorgen“                              | צרות zarot [tsa'ʀɔt] „Sorgen, Kummer“ | Ärger, Streit, Durcheinander Kommt auch vor in der Wendung „(gib ihm) Saures“ |
| Zossen                                            | zosse(n), suss „Pferd“                                    | sûs „Pferd“ | (altes) Pferd |

## Aus dem Hebräischen entlehnte deutsche Wörter

### Wörter aus derBibel
| Deutsch        | Hebräisch                                       | IPA (hebräische Aussprache) | Anmerkungen |
| -------------- | ----------------------------------------------- | --------------------------- | --- |
| Amen           | אמן (amen) „So sei es.“                         | [a'mɛn]                     | Das Schlusswort beim Gebet kommt über die griechische Sprache aus dem Hebräischen und drückt das Einverständnis des Betenden mit dem soeben Gesprochenen aus. Das Wort ist verwandt mit emunah = „Vertrauen“. |
| Halleluja      | הַלְּלוּיָהּ (hallelu jah) „Preiset Jah!“             | [halɛlu'ja]                 | Jah/ JHWH steht für den Eigennamen des Gottes Israels. |
| Jubel          | יובל (jobel) „Schall des Widderhorns“           | [jo'vɛl]                    | Das Widderhorn (hebräisch: Schofar) wurde u. a. zum alle 49 Jahre eintretenden Halljahr geblasen, in dem Felder und Weingärten nicht bebaut werden durften. In der Vulgata mischte sich die lat. Wiedergabe des hebr. Wortes mit dem vlat. jubilum „das Jauchzen“ aus lat. iubilare „jauchzen“, aus dieser Vermischung entstanden annus iubilaeus, daraus Jubeljahr, iubilaeum, daraus Jubiläum, und iubilarius, daraus Jubilar. Von diesen Bedeutungen zu unterscheiden sind das gleichlautende Jubel „Jauchzen, Frohlocken“ und das zugehörige Verb jubilieren, das bereits in mhd. Zeit aus lat. iubilare entlehnt wurde. |
| Messias        | משיח (maschiach) „Gesalbter“                    | [ma'ʃiaχ]                   | abgeleitet vom Verb mạšaḥ „salben“. Im Griechischen wurde daraus wörtlich übersetzt christos, daraus lat. christus. |
| Rabbiner/Rabbi | רב (rav)                                        | [rav]                       | über Griechisch und Kirchenlateinisch vom hebräischen Ehrentitel rabbi, eigtl. „mein Lehrer“ |
| Rabbiner/Rabbi | רבּי (rabbí) „mein Lehrer“, davon jiddisch rebbe | [ra'bi]                     | über Griechisch und Kirchenlateinisch vom hebräischen Ehrentitel rabbi, eigtl. „mein Lehrer“ |
| Sabbat         | שבת (schabbat) „Ruhepause“                      | [ʃa'bat]                    | Aus dem hebräischen Schabbat wurde über das volksgriechische Sambaton der deutsche Samstag. |
| Schibboleth    | שִׁבּׁלֶת (schibboleth) „Getreideähre“               | [ʃi'bɔlɛt]                  | Kennwort der sozialen oder regionalen Herkunft, aus Ri 12,5–6 : „Bist du ein Ephraimiter? Wenn er nein sagte, forderten sie ihn auf: Sag doch einmal ‚Schibboleth‘. Sagte er dann ‚Sibboleth‘, weil er es nicht richtig aussprechen konnte, ergriffen sie ihn und machten ihn dort an den Fluten des Jordan nieder.“ |
| Tohuwabohu     | תהו ובהו (tohu wabohu) „wüst und wirr“          | ['tɔhu va'vɔhu]             | übernommen aus Gen 1,2 |

### Lehnwörter aus dem Neuhebräischen (Ivrit)
| Deutsch                             | Hebräisch                                                               | Anmerkungen |
| ----------------------------------- | ----------------------------------------------------------------------- | --- |
| Schoah, auch Schoa, Shoah oder Shoa | hebräisch הַשּׁוֹאָה ha'Schoah „die Katastrophe“, „das große Unglück/Unheil“ | Schoah ist der im Ivrit, also dem in Israel gesprochenen Neuhebräisch, übliche Begriff für den deutschen Völkermord an den europäischen Juden. Er wird zunehmend auch im Deutschen gebraucht, üblicher ist hier aber noch die englische Bezeichnung Holocaust, die ihrerseits auf Griechisch ὁλόκαυστος holókaustos „vollständig verbrannt“ zurückgeht. |
| Uzi                                 | hebräisch עוזי [ˈuːzi]                                                  | Die „Uzi“ ist eine 1949 von Uzi Gal für die israelischen Streitkräfte entwickelte Maschinenpistole. Sie ist die heute wohl bekannteste Schusswaffe in diesem Segment, sodass „Uzi“ mittlerweile nicht nur im Deutschen als Über- bzw. Sammelbegriff für Maschinenpistolen gebraucht wird.                                                               |

## Aus Drittsprachen entlehnte Jiddismen und Hebraismen
Einige Jiddismen und Hebraismen wurden durch die Vermittlung von Drittsprachen aus dem Hebräischen über das Jiddische ins Deutsche entlehnt, also etwa aus dem Niederländischen  oder Englischen.
| Deutsch            | Gebersprache                       | Jiddisch/Hebräisch                               | Anmerkungen |
| ------------------ | ---------------------------------- | ------------------------------------------------ | --- |
| Gabber, auch Gabba | Niederländisch gabber, „Kerl, Typ“ | jidd. חבֿר, chawwer, zu hebr. חָבֵר ḥāvēr, „Freund“ | Gabber ist eine Spielart des Techno, die in den 1990er Jahren zunächst in den Niederlanden und bald in ganz Europa populär wurde. |

## Verlauf der Entlehnungen von Jiddismen und Hebraismen
Untersucht man die Entwicklung von Jiddismen und Hebraismen im Deutschen, so lässt sich feststellen, dass die Übernahme in beiden Fällen dem Piotrowski-Gesetz folgt. (Best 2006, 2014)